# Daphniphyllum macropodum
Daphniphyllum macropodum (Miq., 1867) è un arbusto appartenente alla famiglia delle Daphniphyllaceae.

## Distribuzione e habitat
È diffuso in Giappone, Corea e Cina sud-orientale, oltre che nelle isole Curili, in territorio russo.

## Descrizione
È una pianta sempreverde di aspetto cespuglioso, che fiorisce tra maggio e ottobre. I frutti hanno una colorazione che varia dal viola al marrone. Le foglie sono verdi.